# متی‌آمید
متی‌آمید (انگلیسی: Metiamide) یک آنتاگونیست گیرنده H2 هیستامین است که از آنتاگونیست H2 دیگری به نام بوریم‌آمید ایجاد شده است. متی‌آمید یک ترکیب میانی در توسعه داروی سایمتیدین (Tagamet) بود.